# 아슬
아슬(본명: 이수정)은 대한민국의 일렉트로팝 음악가이다. 그녀는 현재까지 2개의 정규 음반을 냈으며, 유카리라는 예명으로 낸 Echo (2012)와 아슬로 발매한 New Pop (2016)이 있다.

## 경력
아슬은 인천광역시에서 출생했으며, 경기대학교 서울 캠퍼스에서 전자 디지털 음악을 전공했으며, 대학을 위해 서울특별시로 이주했다. 그녀는 2012년 유카리라는 예명으로 데뷔했으며, 첫 정규 음반 Echo를 발매했다.
이후 그녀는 예명을 아슬로 바꿨고, 인터뷰를 통해 그녀는 예명을 바꾼 이유에 대해 더욱 진지해지고 싶어서라고 말했다.. 2016년 그녀는 정규 음반 New Pop을 발매했으며, 음반은 2017 한국대중음악상에서 최우수 댄스 & 일렉트로닉 음반 부문에 후보로 선정되었다. 2018년에는 EP 아소비를 발매했으며 잔다리 페스타에서 공연을 가졌다.
2020년 아슬은 EP Slow Dance를 발매했다. 한국대중음악상의 선정위원인 이재훈은 이 음반의 수록곡인 Bye Bye Summer에 대해 "낭만적 사운드의 무구함은 이런 것이다"라고 표현했으며, 이 트랙은 최우수 댄스 & 일렉트로닉 노래 부문을 수상했다. 2021년에는 이상의날개의 2집 정규 음반 희망과 절망의 경계에 피처링으로 참여했다.

## 음반 목록

### 정규 음반
- Echo (2012) (유카리라는 예명으로 발매)
- New Pop (2016)

### EP
- 아소비 (2018)
- Slow Dance (2023)